# 圣韦朗
圣韦朗（法語：Saint-Vérand，法語發音：[sɛ̃ veʁɑ̃]）是法国伊泽尔省的一个市镇，属于格勒诺布尔区。

## 地理
圣韦朗（45°10'23"N, 5°19'54"E）面积17.83 平方千米，位于法国奥弗涅-罗讷-阿尔卑斯大区伊泽尔省，该省份为法国东南部内陆省份，北起顺时针与安省、萨瓦省、上阿尔卑斯省、德龙省、阿尔代什省、卢瓦尔省和罗讷省。
与圣韦朗接壤的市镇（或旧市镇、城区）包括：博略、舍夫里耶尔、米里奈、圣马塞兰、圣索沃尔、泰什、瓦拉雪。

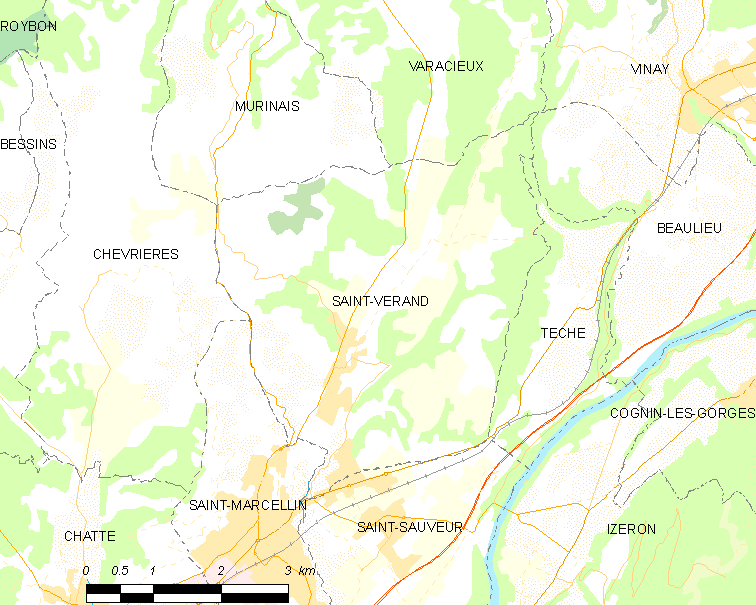
圣韦朗的OSM定位图

圣韦朗的时区为UTC+01:00、UTC+02:00（夏令时）。

## 行政
圣韦朗的邮政编码为38160，INSEE市镇编码为38463。

## 政治
圣韦朗所属的省级选区为南格雷西沃当县。

## 人口

1962-2008年间圣韦朗人口变化图示

圣韦朗于2022年1月1日时的人口数量为1723人。